# Чоара-де-Сус
Чоара-де-Сус (рум. Cioara de Sus) — село у повіті Алба в Румунії. Адміністративно підпорядковане місту Бая-де-Арієш.
Село розташоване на відстані 305 км на північний захід від Бухареста, 39 км на північний захід від Алба-Юлії, 49 км на південний захід від Клуж-Напоки.

## Населення
За даними перепису населення 2002 року у селі проживали 260 осіб, усі — румуни. Усі жителі села рідною мовою назвали румунську.